# Kinwągi
Kinwągi (niem. Kinnwangen) – wieś w Polsce położona w województwie warmińsko-mazurskim, w powiecie bartoszyckim, w gminie Sępopol. W latach 1975–1998 miejscowość administracyjnie należała do województwa olsztyńskiego.
Dawny majątek ziemski, który w 1889 r. miał powierzchnię 291 ha. W 1978 w Kinwągach było 15 indywidualnych gospodarstw rolnych, gospodarujących na 204 ha. W tym czasie we wsi działał punkt biblioteczny. W 1983 r. wieś miała zwartą zabudowę z 12 domami i 93 mieszkańcami.